# Thomas Mehtala
Thomas Mehtala (* 12. November 1974) ist ein schwedischer Poolbillardspieler.

## Karriere
1987 gewann Thomas Mehtala mit dem dritten Platz im 8-Ball sowie im 9-Ball der Schüler erstmals Medaillen bei der Jugend-Europameisterschaft. Ein Jahr später wurde er bei den Junioren Dritter im 14/1 endlos. 1990 und 1991 wurde er Vize-Europameister im 9-Ball beziehungsweise 14/1 endlos der Junioren. Bei der Jugend-EM 1992 wurde er durch einen Finalsieg gegen den Deutschen Alexander Wanner Junioren-Europameister im 14/1 endlos.
Im November 1994 gewann Mehtala mit dem dritten Platz bei den Germany Open seine erste Euro-Tour-Medaille. Wenige Tage später wurde er auch bei den Hungarian Open Dritter.
Im Mai 2009 erreichte Mehtala bei den Interpool 9-Ball Open den fünften Platz. Ein Jahr später wurde er Fünfter bei der Interpool Open 10-Ball Challenge.
Im April 2011 gelang Mehtala der Einzug ins Achtelfinale der Italy Open. Dieses verlor er jedoch mit 8:9 gegen Jayson Shaw, den späteren Finalisten des Turniers.
Beim World Cup of Pool bildete Mehtala bislang zweimal gemeinsam mit Marcus Chamat das schwedische Team. Nachdem sie 2010 in der ersten Runde ausgeschieden waren, erreichten sie 2011 das Viertelfinale.